# Brothers in Arms: Furious 4
Brothers in Arms: Furious 4, appelé plus tard Furious 4, est un jeu vidéo de tir à la première personne qui était développé par Gearbox Software. Il a été dévoilé par Ubisoft lors de leur conférence E3 2011. Initialement prévu pour être publié par Ubisoft et faire partie de la série Brothers in Arms, le titre est finalement devenu une propriété intellectuelle indépendante pour Gearbox Software. Le projet a finalement été annulé par Gearbox en juillet 2015, de nombreux éléments de gameplay ayant été transférés dans un autre projet, Battleborn. 

## Intrigue
Après son dévoilement à l'E3 2011, Brothers in Arms: Furious 4 s'est présenté comme une suite décontractée des titres Brothers in Arms, adoptant une approche très différente du sujet de la Seconde Guerre mondiale. Au lieu de présenter une vision réaliste de la guerre centrée sur le sergent d'état-major Matt Baker de la 101e division aéroportée, Furious 4 suivrait quatre nouveaux personnages d'une unité non nommée dans une aventure fictive à travers l'Allemagne d'après Hitler.
Les quatre protagonistes sont Chok, un soldat amérindien qui utilise des hachettes pour se débarrasser de ses ennemis, Montana, un grand bûcheron devenu un tueur de nazis qui manie une mitraillette, Crockett, un natif du Texas qui utilise un fer à repasser pour marquer ses ennemis et Stitch, un Irlandais mentalement instable qui choque ses ennemis avec un taser fait sur mesure.

## Développement
Furious 4 a été annoncé lors de la conférence de presse E3 2011 d'Ubisoft, sa sortie étant initialement prévue pour le premier semestre 2012. Ubisoft a abandonné les marques déposées de Furious 4 en mai 2012. Les droits de Furious 4 et de la série Brothers in Arms appartiennent à Gearbox Software. Initialement connu sous le nom de Brothers in Arms: Furious 4, le président de Gearbox Software, Randy Pitchford (en), a déclaré que Furious 4 ne ferait pas partie de la série Brothers in Arms et deviendrait une nouvelle propriété intellectuelle en raison de l'accueil négatif des fans à Penny Arcade Expo,. Il a déclaré que le jeu a subi des changements drastiques.
Pitchford avait déclaré en 2013 qu'une nouvelle entrée dans la série Brothers in Arms arrivera dans le futur, mais Gearbox attendra le moment opportun pour faire une annonce sur le jeu. Dans une interview de 2014 avec Polygon, Pitchford a expliqué sur la décision de transformer Furious 4 en une nouvelle propriété intellectuelle, disant qu'après beaucoup de discussions internes, le studio est arrivé à la conclusion que « Furious 4 n'était tout simplement pas bon pour Brothers in Arms ». Il a déclaré que cela a conduit à la décision que Brothers in Arms méritait un nouveau jeu sur lequel ils travaillaient depuis un certain temps et qu'il serait annoncé lorsqu'ils estimeraient que le moment est venu de le faire.
Pitchford a révélé que Furious 4 « n'est plus une chose ». De nombreux éléments du jeu ont été hérités et transférés à Battleborn, qui est une nouvelle propriété intellectuelle de Gearbox. La société a annoncé qu'elle travaillait sur un nouveau jeu vidéo Brothers in Arms "authentique" et qu'elle cherchait de l'aide supplémentaire auprès de développeurs externes. Actuellement, aucune nouvelle concernant un nouveau jeu de la série Brothers in Arms n'est venue par la suite.

## Réception
Alors que la bande-annonce en images de synthèse a suscité des comparaisons avec Inglourious Basterds de Quentin Tarantino, les aperçus de la démo de Gearbox à l'E3 décrivent le jeu comme une combinaison du précédent jeu du studio, Borderlands, et de Bulletstorm de People Can Fly et Epic Games. Cependant, Arthur Gies d'IGN n'a pas apprécié que le jeu ne soit pas contextuel, car il ne possède pas la précision historique pour laquelle Brothers in Arms est connu. 